# Huliwci (obwód chmielnicki)
Huliwci (ukr. Гулівці; pol. hist. Hulowce, Ulowce) – wieś na Ukrainie, w obwodzie chmielnickim, w rejonie biłohirskim. W 2001 roku liczyła 527 mieszkańców.
Pierwsza wzmianka o miejscowości pochodzi z 1545 roku. Wieś była własnością kolejno: Ostrogskich, Jabłonowskich, Sapiehów i Zaleskich.
Według danych z 2001 roku 98,67% mieszkańców jako język ojczysty wskazało ukraiński, 1,33% – rosyjski.